# Пресса в Российской империи
Пресса в Российской империи к 1917 году была одной из мощнейших в мире: различная периодика выходила более чем в 180 городах. Московские газеты ежегодно выходили общим тиражом в более чем 450 миллионов экземпляров, в Петрограде выходило около 150 газет и более 400 журналов. По количеству газет и журналов, а также по структуре и организации печатного дела Российская империя стояла в одном ряду с Великобританией, Францией и Германской империей. В 1914 году всего в стране выходило 916 газет и 1351 журнал на 35 различных языках.

## История
Прежде, чем в России появились печатные газеты, в Посольском приказе долгое время для царя и бояр составляли периодические рукописные обзоры немецкой и голландской прессы. Их называли курантами.
15 декабря 1702 г. Пётр I издал указ, по которому куранты следовало передавать в Монастырский приказ (в его ведении находилась типография) и печатать для продажи «в мир». Перед изданием куранты редактировались. В нескольких случаях Пётр сам проводил корректуру. От первых газет, вышедших ещё в конце 1702 г. сохранились лишь корректуры и рукописные копии. Первый сохранившийся выпуск этой газеты издан в Москве 2 (13) января 1703 год (годовщина этой даты отмечается как День российской печати). Газета представляла собой восьмушку листа, почти без полей, церковного шрифта (в отдельных случаях формат мог меняться, а церковный шрифт сменился на гражданский). Постоянного названия газета не имела. Однако от номера к номеру название первой газеты менялось, наряду с «Ведомостями Московского государства» использовались и иные: «Ведомости московские», «Российские ведомости», «Реляции», «Эссенция из французских печатных газетов» и другие. В литературе по истории прессы слово «Ведомости» принято рассматривать как наименование издания. К комплекту «Ведомостей» за 1704 год был приложен общий титул, наиболее полно отражавший их содержание: «Ведомости о военных и иных делах, достойных знаний и памяти, случившихся в Московском государстве и во иных окрестных странах».
Газета не имела постоянного тиража (от 1-2 тыс. до 30 экз.). Периодичность её выхода зависела от работы почты, доставлявшей иностранную прессу, степени загруженности переводчиков Посольского приказа и свободных типографских мощностей. Кроме Москвы, отдельные номера Ведомостей издавались и в Петербурге. Постепенно новая столица стала основным местом издания газеты, а обзоры иностранной прессы стали составляться в Коллегии иностранных дел.
До появления в 1756 году «Московских ведомостей» «Санкт-Петербургские ведомости» были единственной и на протяжении всего XVIII века главной газетой страны.
Первой настоящей российской частной газетой политического содержания стала основанная в 1825 году «Северная пчела».
Первой российской газетой, которая начала издаваться вне Петербурга и Москвы, стали в 1811 году «Казанские известия». До 1838 года в провинции издавались лишь отдельные газеты, и лишь в этом году в губернcких городах стали издаваться государственные «Губернские ведомости».
В период «мрачного семилетия» 1848—1855 годов печать в России существовала в условиях жесткой цензуры.
В 1859 году Н. Чернышевский писал:

Все наши ежедневные газеты, вместе взятые, расходятся в числе 30 или много 35 тысяч экземпляров; все большие журналы, вместе взятые, далеко не достигают этой цифры. Предположим для каждого экземпляра даже по 10 человек читателей, мы увидим, что все наше образованное общество едва ли простирается до полумиллиона человек. Во Франции, где чтение распространено меньше, нежели в Германии и Англии, одни только парижские ежедневные газеты печатаются в числе более 200 000 экземпляров (провинциальных газет мы не считаем). Итак, во Франции приходится один экземпляр газеты на 180 человек, а в России один экземпляр на 2200 человек.

При Александре II согласно Временным правилам о печати 1865 года почти все столичные ежедневные газеты были освобождены от предварительной цензуры, легче стало получить право на учреждение новых газет и журналов. В 1862 году всем газетам было разрешено печатать объявления, что позволило многим из них существенно улучшить свое финансовое положение. Появились Русское (1866), Международное (1872) и Северное (1882) телеграфные агентства, которые снабжали газеты новостями.
К началу XX века в России ведущими газетами были «Новое время», «Русское слово», «Россия». Существовала также дешёвая массовая пресса («Петербургская газета», «Московский листок»). Тиражи газет доходили до сотен тысяч экземпляров.